# Janira quadricostata
Espèce
Janira quadricostata est une espèce éteinte d'isopodes. Elle a été décrite par d'Orbigny en 1846.